# امیر مهیم
امیر مهیم (زاده ۶ بهمن ۱۳۲۱ تهران - درگذشت ۷ اردیبهشت ۱۳۹۹ تورنتو)  شاعر، نویسنده و مجری و تهیه کنندهٔ برنامه‌های تلویزیونی است. وی در ۶ بهمن ۱۳۲۱ هجری شمسی در تهران به‌دنیا آمد و بعد از مهاجرت از میهن، از ۱۹۸۵ در تورنتوی کانادا زندگی می‌کرد. سرانجام در تاریخ ۷ اردیبهشت ۱۳۹۹ (۲۶ آوریل ۲۰۲۰) در شهر محل اقامت خویش به دلیل بیماری کووید-۱۹ چشم از جهان فرو بست.

## زندگی
مهیم پس از کسب دیپلم ریاضی، در دانشکدهٔ ادبیات و زبان‌های خارجی و سپس ملی درس خواند. از نوجوانی شعر می‌گفت و چاپ شعری از او در مجلهٔ فردوسی بود که نامش را به عنوان شاعری جوان مطرح ساخت. از آن پس آثار بسیاری از او در نشریاتی همچون «فردوسی»، «روشنفکر»، «جوانان»، «اطلاعات هفتگی» و غیره منتشر شد. از جمله شعر، داستان کوتاه و قطعات طنز.
چند سال پس از آمدن به کانادا، به عنوان یکی از شاعران جامعهٔ ایرانی این کشور مطرح شد و چاپ اشعارش در ایران نام او را به عنوان صدایی از شعرای در تبعید مطرح کرد. دو دفتر شعرش در سال‌های ۱۳۸۳ و ۱۳۸۶ در تهران منتشر شدند و سومی در سال ۲۰۱۰ در تورنتو. برای بی‌بی‌سی فارسی گزارش‌های فرهنگی هنری تورنتو را تهیه و ارسال می‌کرد.
او در سال‌های تبعید به تهیهٔ برنامه‌های رادیویی و تلویزیونی نیز دست زد از جمله برنامهٔ ادبی فرهنگی «دریچه» در رادیو صدای ایرانِ تورنتو و برنامهٔ «دریچه‌های روبه‌رو» در تلویزیون ایرانیان کانادا. در دریچه‌های روبه‌رو میزبان چهره‌های سرشناسی همچون محمدرضا باطنی، احمد سخاورز، توکا نیستانی و عباس میلانی و شهریار رومی و لیلی افشار و اردوان مفید و مصطفی عزیزی و ناصر نظامی و بسیاری دیگر بود.
در نوامبر ۲۰۱۴ در پارلمان اونتاریو از او به عنوان فعال در بخش مدیای جامعه ایرانیان کانادا قدردانی شد و لوح افتخار دریافت کرد.

## آثار
- خانه و جدایی جهان (دفتر شعر) (چاپ تهران، ۱۳۸۳)
- مخواه که شعر بگرید (دفتر شعر)(چاپ تهران، ۱۳۸۶)
- در هیاهوی سکوت (دفتر شعر) (چاپ تورنتو، ۲۰۱۰)
- آن سوی ترک نسیم می‌وزد (سی‌دی صوتی تصویری) (چاپ تورنتو، ۲۰۰۶)
- سمفونی شب (دفتر شعر) (چاپ تورنتو، ۲۰۱۳)
- یک بغل آزدی (دفتر شعر) (تا تاریخ فوت شاعر منتشر نشد.)